# Ikot Ekpene
Ikot Ekpene è una delle trentuno aree di governo locale (local government areas) dello stato di Akwa Ibom, in Nigeria.

Nel censimento del 2005 contava una popolazione di 283.784 abitanti.
È sede vescovile cattolica.